# Cyborg 3: The Recycler
Cyborg 3: The Recycler (br:Cyborg 3 - A Criação  pt: Cyborg 3: Zona de Guerra) é um filme estadunidense , do ano de 1994, dos gêneros ficção científica, ação e aventura, dirigido por Michael Schroeder.

## Enredo
Cash, que em Cyborg 2 foi a protagonista, é reencontrada neste filme vivendo tranquilamente na Zona Livre. A trama se inicia quando comça a enfrentar problemas biomecânicos que interferem em seus sistemas. Faz então, uma consulta com o médiso de Silíca, que diagnostica uma gravidez. Com isso ela se torna a precursora de uma nova raça sobre a terra. Um híbrido humano-andronide.

## Elenco
- Zach Galligan.......Evans
- Khrystyne Haje.......Casella 'Cash' Reese
- Richard Lynch.......Anton Lewellyn
- Andrew Bryniarski.......Jocko
- Malcolm McDowell.......Lord Talon
- Michael Bailey Smith.......Donovan
- Evan Lurie.......El Sid
- Bill Quinn.......Hale
- Rebecca Ferratti.......Elexia
- William Katt.......Decaf
- David McSwain.......Ahab
- Margaret Avery.......Doc Edford
- Barbara C. Adside.......Cyborg #1
- Debra Hall.......Cyborg #2
- Kato Kaelin.......Beggar
- Raye Hollitt.......Finola
- Moon Jones.......Bandido armado
- Melissa Brasselle.......Unidade de prazer #1
- Debra K. Beatty.......Unidade de prazer #2
- Scott Mullin.......Guerreiro cyborg